# Hugo Soto (actor)
Hugo Soto (Corrientes, 15 de enero de 1953 - Buenos Aires, 2 de agosto de 1994) fue un actor y artista argentino. Es recordado principalmente por su protagónico en la película clásica Hombre mirando al sudeste. Fue pintor y escultor de valía.

## Biografía
Vivamente interesado en la pintura y la escenografía se estableció en Buenos Aires hacia 1972 donde su mentor fue el artista Carlos Gorriarena.
En 1975, lo dirige José María Paolantonio en el filme La película y pasa a actuar en el Teatro General San Martín. Diez años después, la directora de cine independiente Luz Álvarez hizo lo propio al rodar su cortometraje La mudanza, de la que fue productora, que tuvo a Soto por protagonista principal.
Eliseo Subiela lo dirige en 1986 en la adaptación de La invención de Morel de Adolfo Bioy Casares, y luego en Hombre mirando al sudeste, papel por el que gana el Condor de Plata al Mejor actor.
Trabaja en Lo que vendrá por el que gana el ACE y Los amores de Kafka. En Yo, la peor de todas de María Luisa Bemberg y en Dios los cría de Fernando Ayala.
Tiene una aparición en El lado oscuro del corazón y trabaja en cine por última vez en la película de Oscar Barney Finn sobre Victoria Ocampo, Cuatro caras de Victoria.
Murió por complicaciones de sida en 1994, a los 41 años.

## Filmografía

### Intérprete
- Cuatro caras para Victoria (1992)
- Dios los cría (1991)
- Yo, la peor de todas (1990)
- Últimas imágenes del naufragio (1989) ... Claudio
- Nunca estuve en Viena (1989) ... Augusto
- Gente Decente (1989) ... Luis
- Lo que vendrá (1988)
- Hombre mirando al sudeste (1986) ... Rantés
- Ciclo Ciencia y Conciencia de la Secretaría de Ciencia y Técnica de la Nación (1983) ... Javier Ferreri
- La mudanza (cortometraje) (1985)
- La película (1975)

### Esculturas
- El lado oscuro del corazón (1992)